# 2108
2108 (ММCVIII) е високосна година, започваща в неделя според Григорианския календар. Тя е 2108-мата година от новата ера, сто и осмата от третото хилядолетие и деветата от 2100-те.